# Śruba (maszyna prosta)
Uzasadnienie:  prawdopodobnie identyczne tematy, na co wskazują inne wersje językowe 

Animacja ruchu śruby i nakrętki.

Śruba – jako maszyna prosta jest mechanizmem, w którym równię pochyłą nawinięto na walec. Mechanizm przekształca ruch obrotowy walca na ruch posuwisto-zwrotny nakrętki lub odwrotnie.
Śruba scharakteryzowana jest przez jej średnicę (d) oraz skok gwintu (h). Między parametrami tymi a kątem nachylenia równi zachodzi związek:
{\displaystyle \operatorname {tg} \alpha ={\frac {h}{\pi d}}.}